# ريان تومسون (لاعب كرة قاعدة)
ريان تومسون (بالإنجليزية: Ryan Thompson)‏ هو لاعب كرة قاعدة أمريكي، ولد في 4 نوفمبر 1967 في ماريلند في الولايات المتحدة.

## وصلات خارجية
- ريان تومسون على موقع دوري كرة القاعدة الرئيسي (الإنجليزية)
- ريان تومسون على موقع الدوري الياباني لكرة القاعدة (الإنجليزية)
- ريان تومسون على موقعبيزبول رفرنس.كوم (الدوري الرئيسي) (الإنجليزية)
- ريان تومسون على موقعبيزبول رفرنس.كوم (الدوري الثانوي) (الإنجليزية)
- ريان تومسون على موقع إي إس بي إن.كوم (أم.أل.بي) (الإنجليزية)
- ريان تومسون على موقع مشجعي الرسوم البيانية (الإنجليزية)